# Shin – Cậu bé bút chì: Cuộc xâm lăng của người ngoài hành tinh Shiriri
Shin – Cậu bé bút chì: Cuộc xâm lăng của người ngoài hành tinh Shiriri (クレヨンしんちゃん: 襲来！！宇宙人シリリ Kureyon Shinchan: Shūrai! Uchūjin Shiriri) là phim anime 2017 được sản xuất bởi Shin-Ei Animation. Là bộ phim điện ảnh thứ 25 trong series manga và anime hài hước Shin – Cậu bé bút chì. Ra mắt tại các rạp phim Nhật Bản từ 15 tháng 4 năm 2017. Phim được thực hiện bởi đạo diễn Hashimoto Masakazu.
Ca khúc chủ đề mở đầu phim là "Kimi ni 100 Percent" do Kyary Pamyu Pamyu trình bày,
kết thúc phim là bài "Road-Movie" (ロードムービー rōdomūbī) do Takahashi Yuu trình bày

## Lồng tiếng
- Yajima Akiko vai Nohara Shinnosuke (Lồng tiếng Việt: Hoàng Khuyết [cần dẫn nguồn])
- Narahashi Miki vai Nohara Misae (Lồng tiếng Việt: Thúy Loan [cần dẫn nguồn])
- Morikawa Toshiyuki vai Nohara Hiroshi [a](Lồng tiếng Việt: Ngọc Quý [cần dẫn nguồn])
- Korogi Satomi vai Nohara Himawari
- Mashiba Mari vai Kazama Toru và Shiro
- Hayashi Tamao vai Sakurada Nene
- Ichiryūsai Teiyū vai Satou Masao
- Sato Chie vai Bo-chan
- Sawashiro Miyuki vai Shiriri (Lồng tiếng Việt: Ái Phương [cần dẫn nguồn])[7]
- Miyasako Hiroyuki vai ba của Shiriri
- Hotohara Tōru vai Morudada
- Shida Mirai vai chính mình[8][9]